# Siegismund Dittmar
Siegismund Gottfried Dittmar (* 9. Juli 1759 in Primkenau bei Glogau; † 20. November 1834 in Potsdam) war ein deutscher Pädagoge, Meteorologe und Autor.
Siegismund Dittmar (sein eigentlicher Name war Dietmar) kam aus einfachen Verhältnissen. In Breslau hatte er bei Christian Garve und dessen Mutter Aufnahme gefunden. Seine humanistische Ausbildung auf dem Maria-Magdalenen-Gymnasium schloss er 1778 mit dem Abitur ab. Anschließend studierte er in Halle (Saale) Theologie und Naturwissenschaften. Er bereiste Deutschland, Holland, Frankreich und die Schweiz. In Berlin war er Lehrer am Hofe des Prinzen Ferdinand von Preußen. Daneben gründete er eine Erziehungsanstalt für Söhne der höheren Stände. Dittmar war Mitglied der Gesellschaft der Freunde der Humanität, der neben anderen auch Heinrich Gentz, Karl Friedrich Schinkel und Johann Gottfried Schadow angehörten, sowie der Freimaurerloge "Pythagoras zum flammenden Stern". Er hielt öffentliche Vorträge, wurde 1816 Sekretär beim Konsistorium Brandenburg der Evangelischen Kirche in den Königlich-Preußischen Landen und später beim Medizinalkollegium der Provinz Brandenburg. Staatskanzler Karl August von Hardenberg forderte ihn aufgrund außergewöhnlicher Wetterlagen im Jahre 1816 (Jahr ohne Sommer) zu halbjährlichen Wetterprognosen auf. Neben diesen meteorologischen Veröffentlichungen überwiegen historische, pädagogische und schöngeistige Schriften nebst Übersetzungen. Dittmar pflegte Kontakt mit Johann Wolfgang von Goethe, besuchte Friedrich Schiller und führte einen freundschaftlichen Briefwechsel mit Jean Paul.

## Werke
- Erinnerungen aus meinem Umgange mit Garve, nebst einigen Bemerkungen über dessen Leben und Character, Berlin 1801

- Sirius oder die Hundspost von Spandau nach Berlin, Osterholz 1808

- Voraussicht der Beschaffenheit eines jeden künftigen Winters für Europa und Asien . . . Aus der Form des Erdballs hergeleitet, Berlin 1819

- Die Zonalwitterung von Europa mit einer Karte über den Gang des Windes, Berlin 1819

- Die diesjährige zu erwartende Witterung im Sommerhalbenjahre, vom Frühlingsanfange bis Ende October im Jahre 1820, nebst einer Naturgeschichte des vergangenen Winters und anderen Mitteilungen, Berlin 1820.

- Die diesjährige zu erwartende Witterung im Sommerhalbenjahre, vom Frühlingsanfange bis Ende October im Jahre 1821, nebst einer Naturgeschichte des vergangenen Winters und einem Aufsatz über abergläubische Meinungen in Kalenderbeziehung, Berlin 1821

- Theater-Briefe von Goethe und freundschaftliche Briefe von Jean Paul : nebst einer Schilderung Weimar's in seiner Blüthezeit, Berlin 1835

- Charles Francois Bailly, übersetzt und bearbeitet von Siegismund Gottfried Dittmar, Meteorik oder Witterung- und Wetterkunde, zur Erläuterung alltäglicher Erscheine im Dunstkreise und dessen Voraussicht und nach den tellurischen Gründen und den neuesten physischen Ansichten, Ilmenau 1832